# Tironuculidae
De Tironuculidae zijn een familie van uitgestorven tweekleppigen uit de orde Afghanodesmatida.